# Nomi Ruiz
Nomi Ruiz (Brooklyn, 1986)  es una cantante, compositora, actriz, ensayista y productora estadounidense que también es conocida por su trabajo en las bandas Hercules & Love Affair y Jessica 6.

## Trayectoria

### Lost in Lust
En 2005, Ruiz lanzó su álbum debut Lost in Lust en su propio sello independiente Park Side Records. Es un álbum electrónico, impregnado de producción de hip-hop y R&B de principios de los 90. Después de su lanzamiento, realizó una gira con CocoRosie, Debbie Harry y Antony & The Johnsons como parte de su proyecto Turning y Turning (película).

### Hercules and Love Affair
En 2008 Ruiz apareció en el disco de Hercules and Love Affair's álbum homónimo publicado el James Murphy' s etiqueta de DFA Records . Apareció en el sencillo You Belong y apareció en el video musical. Slant Magazine la colocó en el puesto 9 en el Top 25 Singles de 2008 y la canción se utilizó en el episodio piloto del programa de televisión How to Make It in America.
Ruiz también coescribió Hercules Theme que Pitchfork Media colocó en el puesto 21 en The 100 Best Tracks of 2008.
La banda hizo su debut en vivo el 17 de mayo de 2008, en el local de Studio B en Brooklyn , Nueva York, antes de emprender una gira por Europa y América del Norte, donde Ruiz cantó sus contribuciones y las de Anohni convirtiéndola en la primera mujer transexual latina en actuar en escenarios y festivales prestigiosos como el Festival de Jazz de Montreax en Suiza, Glastonbury de Inglaterra, Lovebox, O2 Arena, Hammerstein Ballroom de Nueva York y muchos más.
The Guardian describió a Ruiz como "presumiendo del aire espeluznante sin esfuerzo de un futuro icono del pop".
En 2009 Ruiz dejó la banda.

### Jessica 6
En 2009 formó el grupo Jessica 6 con Andrew Raposo (de Automato) y Morgan Wiley. La banda se conoció a finales de 2007 después de que ayudaron a montar el show en vivo de Hercules and Love Affair. Jessica 6 lanzó su sencillo debut Fun Girl el 21 de mayo de 2009, en el sello Midnight Sun Sound. En 2011 lanzaron See The Light, un álbum que combinaba la danza con su estilo natural de R & B / soul publicado por Peacefrog Records.
El 7 de enero de 2011 Jessica 6 lanzó su segundo sencillo White Horse, el video musical, dirigido por Marco Ovando, se estrenó el 28 de febrero de 2011. El video recibió más de 2 millones de visitas en YouTube y recibió críticas positivas de críticos musicales. En una reseña de The Guardian, Michael Cragg sintió que la canción crea una "nueva versión de la música disco y el house filtrado de los 70 con una pizca de funk . Pero mientras que Hercules & Love Affair suenan como si ahora no tuvieran un vocalista distintivo, Jessica 6 se eleva por la voz melancólica y ahumada de Ruiz". 
La aclamación de la crítica del álbum consolidó aún más su estatus como artista global que hace historia, en los MAD Video Music Awards de Grecia el 14 de junio de 2011, en el Tempodrom de Berlín, el prestigioso Royal Albert Hall de Londres, Tate Modern y haciendo una aparición en el Festival Viña del Mar de Chile, donde participó con la actriz nominada al Premio de la Academia Daniela Vega.
La canción White Horse también se usó en la provocativa película de la campaña masculina de Thierry Mugler primavera '12 titulada "Brother's Of Arcadia". Ruiz también apareció en la película con posturas provocativas de S&M.
Su tercer sencillo Prisoner Of Love contó con Anohni, quien también apareció en el video de la canción también dirigido por Marco Ovando y estilizado por Nicola Formichetti .
En 2012, después de una gira de 2 meses por Norteamérica con la banda estadounidense de synthpop Holy Ghost, el trío se disolvió y Ruiz continuó su trabajo en electro-pop y dance bajo el mismo nombre. Lanzó un LP de Jessica 6 titulado "The Capricorn", que fue llamado "seductor, oscuro, inteligente y tan pegadizo como los grandes éxitos de Miss Jackson" por iD Magazine .
En 2018 lanzó The ELIOT Sessions, que recibió críticas entusiastas en la revista Billboard y le dio a Ruiz un perfil de artista en Harper's Bazaar.

### Borough Gypsy
En 2013, Ruiz completó una residencia de dos meses en la Clocktower Gallery en el centro de la ciudad de Nueva York, donde completó un proyecto de mixtape titulado Borough Gypsy que la galería describió como "un viaje de cinta de casete de baja fidelidad por el carril de la memoria usando la arena de los 90's Hip Hop combinado con soul y elementos folk acústicos".

## Ensayo
Como ensayista, Ruiz ha sido franca sobre la discriminación en la industria de la música y ha publicado ensayos y poemas íntimos sobre feminismo, sexo, romance e identidad de género en libros de Emely Nue de Pussy Riot, Jezebel, The Fader y más.
El 9 de marzo de 2017 publicó El trauma persistente de buscar el amor como una joven trans, en Jezabel, habla de cómo la vergüenza puede llevar a relaciones abusivas.

El 12 de junio de 2018, la revista INTO publicó el ensayo de Ruiz titulado "The Storm Inside: Loving Trans Women in a Toxic World donde habla de cómo la ideología masculina afecta a los hombres que son transamorosos y cómo eso conduce a complicaciones al encontrar el amor:
La vergüenza es la forma más común de abuso infantil y la herramienta más común que se utiliza para moldear y moldear a los niños pequeños en su camino para convertirse en hombres
El 7 de septiembre de 2018, Talkhouse le pidió a Ruiz que contribuyera con un artículo para su columna Gig Economy. Publicaron su ensayo sobre "Identidad, igualdad y lucha por un salario digno". Aquí Ruiz se refirió a sus luchas en la industria de la música, así como a su tiempo con Hercules & Love Affair.

## Actuación y televisión
En 2018, Nomi hizo su debut como actriz en el spin-off de Kurt Sutter Sons of Anarchy , Mayans MC en FX y protagoniza la película dramática de boxeo de Muay Thai Haymaker. También apareció en la serie de televisión Slutever de Viceland, donde habló sobre el estigma que enfrentan las mujeres trans al abrazar y discutir abiertamente el sexo y la sexualidad.

## Discografía

### En solitario
| Title                              | Year | Label             |
| ---------------------------------- | ---- | ----------------- |
| Lost in Lust                       | 2005 | Park Side Records |
| Hercules and Love Affair           | 2008 | DFA Records       |
| See The Light                      | 2011 | Peacefrog Records |
| Borough Gypsy vol. 1               | 2013 | Park Side Records |
| The Capricorn                      | 2015 | Park Side Records |
| Borough Gypsy vol. 2 Nomi vs Dilla | 2016 | Park Side Records |
| Lonely Love Affair                 | 2018 | Park Side Records |
| Still Your Girl                    | 2018 | Park Side Records |
| The ELIOT Sessions                 | 2018 | Park Side Records |

### Como parte de bandas y colaboraciones
| Song                 | Album                                              | Artist                           | Year |
| -------------------- | -------------------------------------------------- | -------------------------------- | ---- |
| "You'll Never Know"  | The Enlightened Family: A Collection Of Lost Songs | The Enlightened Family           | 2005 |
| "You Belong"         | Hercules & Love Affair                             | Hercules & Love Affair           | 2008 |
| "Hercules Theme"     | Hercules & Love Affair                             | Hercules & Love Affair           | 2008 |
| "I'm Telling You"    | You Belong                                         | Hercules & Love Affair           | 2008 |
| "I'm Deranged"       | We Were So Turned On: A Tribute To David Bowie     | Jessica 6                        | 2010 |
| "Desire"             | Desire EP                                          | Eli Escobar                      | 2011 |
| "Sway"               | House Of Beni                                      | Beni                             | 2011 |
| "Let's Celebrate"    | Blast From The Past                                | The Ones                         | 2012 |
| "Broken Toy"         | Enemy EP                                           | NR& (Keinemusik)                 | 2013 |
| "Enemy"              | Enemy EP                                           | NR& (Keinemusik)                 | 2013 |
| "Money Talks"        | Money Talks                                        | Thodoris Triantafillou & CJ Jeff | 2013 |
| "A Different Corner" | A Different Corner EP                              | Mansta                           | 2015 |
| "The Man Inside You" | Trilogy (Chapter 1)                                | Thodoris Triantafillou           | 2015 |
| "Fist"               | Love Is Gone/Fist EP                               | Olga Kouklaki                    | 2015 |
| "Love Is Gone"       | Love Is Gone/Fist EP                               | Olga Kouklaki                    | 2015 |
| "Can't Stop Dancing" | Happiness                                          | Eli Escobar                      | 2016 |
| "Phreeky"            | Happiness                                          | Eli Escobar                      | 2016 |
| "In The Dark"        | Happiness                                          | Eli Escobar                      | 2016 |
| "4 Luv"              | Happiness                                          | Eli Escobar                      | 2016 |
| "Taste Like"         | Spoken For EP                                      | NR& (Keinemusik)                 | 2016 |
| "Spoken For"         | Spoken For EP                                      | NR& (Keinemusik)                 | 2016 |
| "Chemical Love"      | Animal Feelings                                    | Animal Feelings                  | 2016 |
| "Bumper"             | You Are Safe                                       | Keinemusik                       | 2017 |
| "Into You"           | Into You                                           | Nomi & Animal Feelings           | 2018 |
| "Divine Love"        | Soft Touches EP                                    | Animal Feelings                  | 2018 |
| "Like a Ghost"       |                                                    | Sam Sparro                       | 2021 |

## Videos musicales
| Year | Album                  | Video                 | Director(s)       |
| ---- | ---------------------- | --------------------- | ----------------- |
| 2008 | Hercules & Love Affair | "You Belong"          | Kris Moyes        |
| 2009 | See the Light          | "Fun Girl"            | Bijoux Altamirano |
| 2011 | See the Light          | "White Horse"         | Marco Ovando      |
| 2011 | See the Light          | "Prisoner of Love"    | Marco Ovando      |
| 2014 | Borough Gypsy          | "Life Or C.R.E.A.M."  | Gabriel Magdaleno |
| 2015 | The Capricorn          | "Down Low"            | Gabriel Magdaleno |
| 2015 | The Capricorn          | "Can't Tear Us Apart" | Gabriel Magdaleno |
| 2016 | Animal Feelings        | "Chemical Love"       | Adam France       |
| 2016 | Borough Gypsy 2        | "Bullet Proof"        | Gabriel Magdaleno |
| 2016 | Borough Gypsy 2        | "The Scent"           | Gabriel Magdaleno |
| 2016 | Borough Gypsy 2        | "The Light"           | Gabriel Magdaleno |
| 2016 | Borough Gypsy 2        | "Funky 4 Ya"          | Gabriel Magdaleno |
| 2016 | Borough Gypsy 2        | "Wilderness"          | Gabriel Magdaleno |
| 2016 | Borough Gypsy 2        | "Something More"      | Gabriel Magdaleno |
| 2018 | The ELIOT Sessions     | "The Storm Inside"    | Juampi Mejias     |